# Vuelta al País Vasco 2011
51. edycja wyścigu kolarskiego Vuelta al País Vasco odbyła się od 4 do 9 kwietnia 2011 roku. Liczyła sześć etapów, o łącznym dystansie 873,5 km. Wyścig zaliczany był do rankingu światowego UCI World Tour 2011. 
Wyścig wygrał po raz drugi (poprzednio w 2000 roku) Niemiec Andreas Klöden z grupy Team RadioShack, drugi był jego kolega z drużyny Amerykanin Chris Horner, a trzeci kolarz Rabobanku Holender Robert Gesink.
W wyścigu startowało trzech polskich kolarzy. Najlepiej spisał się Przemysław Niemiec z grupy Lampre ISD (19. miejsce w klasyfikacji generalnej), Maciej Paterski z Liquigas-Cannondale był 52., Michał Gołaś z Vacansoleil-DCM zajął 100. miejsce.

## Uczestnicy
Na starcie tego wieloetapowego wyścigu wystartowało 20 zawodowych ekip jeżdżących w UCI World Tour 2011 i dwie na zaproszenie organizatorów.
Lista drużyn uczestniczących w wyścigu:
| Numery | Kod | Zespół              |
| ------ | --- | ------------------- |
| 1-8    | RSH | Team RadioShack     |
| 11-18  | THR | HTC - Highroad      |
| 21-28  | RAB | Rabobank            |
| 31-38  | BMC | BMC Racing Team     |
| 41-48  | SKY | Sky Procycling      |
| 51-58  | LAM | Lampre ISD          |
| 61-68  | LIQ | Liquigas-Cannondale |
| 71-78  | OLO | Omega Pharma-Lotto  |
| 81-88  | GRM | Garmin-Cervelo      |
| 91-98  | LEO | Team Leopard-Trek   |

| Numery  | Kod | Zespół                  |
| ------- | --- | ----------------------- |
| 101-108 | ALM | AG2R-La Mondiale        |
| 111-118 | EUS | Euskaltel-Euskadi       |
| 121-128 | KAT | Team Katusha            |
| 131-138 | MOV | Movistar Team           |
| 141-148 | VCD | Vacansoleil-DCM         |
| 151-158 | AST | Pro Team Astana         |
| 161-168 | SBS | Saxo Bank Sungard       |
| 171-178 | QST | Quick Step Cicling Team |
| 181-188 | GEO | Geox-TMC                |
| 191-198 | CJR | Caja Rural              |

## Etapy
| Etap | Data       | Start - Meta           | km    | Typ         | Zwycięzca etapu      | Lider             |
| ---- | ---------- | ---------------------- | ----- | ----------- | -------------------- | ----------------- |
| 1.   | 4 kwietnia | Zumarraga              | 149,5 | Pagórkowaty | Joaquim Rodríguez    | Joaquim Rodríguez |
| 2.   | 5 kwietnia | Zumarraga - Lekunberri | 167   | Górski      | Wasyl Kiryjenka      | Andreas Klöden    |
| 3.   | 6 kwietnia | Villatuerta – Murgia   | 177   | Pagórkowaty | Aleksander Winokurow | Joaquim Rodríguez |
| 4.   | 7 kwietnia | Amurrio – Eibar        | 177   | Górski      | Samuel Sánchez       | Joaquim Rodríguez |
| 5.   | 8 kwietnia | Eibar - Zalla          | 179   | Pagórkowaty | Francesco Gavazzi    | Joaquim Rodríguez |
| 6.   | 9 kwietnia | Zalla                  | 24    | ITT         | Tony Martin          | Andreas Klöden    |

## Liderzy klasyfikacji po etapach
| Etap                 | Zwycięzca            | Klasyfikacja generalna | Klasyfikacja górska | Klasyfikacja punktowa | Klasyfikacja sprinterska | Klasyfikacja drużynowa |
| -------------------- | -------------------- | ---------------------- | ------------------- | --------------------- | ------------------------ | ---------------------- |
| 1                    | Joaquim Rodríguez    | Joaquim Rodríguez      | Mathieu Perget      | Joaquim Rodríguez     | Bram Tankink             | Movistar Team          |
| 2                    | Wasyl Kiryjenka      | Andreas Klöden         | Maksim Iglinski     | Andreas Klöden        | Bram Tankink             | Movistar Team          |
| 3                    | Aleksander Winokurow | Joaquim Rodríguez      | Amaël Moinard       | Joaquim Rodríguez     | Bram Tankink             | Movistar Team          |
| 4                    | Samuel Sánchez       | Joaquim Rodríguez      | Michael Albasini    | Andreas Klöden        | Bram Tankink             | Movistar Team          |
| 5                    | Francesco Gavazzi    | Joaquim Rodríguez      | Michael Albasini    | Andreas Klöden        | Bram Tankink             | Movistar Team          |
| 6                    | Tony Martin          | Andreas Klöden         | Michael Albasini    | Andreas Klöden        | Bram Tankink             | Movistar Team          |
| Klasyfikacja końcowa | Klasyfikacja końcowa | Andreas Klöden         | Michael Albasini    | Andreas Klöden        | Bram Tankink             | Movistar Team          |

## Końcowa klasyfikacja generalna
| M-ce | Imię i nazwisko      | Kraj              | Drużyna           | Czas        |
| ---- | -------------------- | ----------------- | ----------------- | ----------- |
| 1.   | Andreas Klöden       | Niemcy            | Team RadioShack   | 22h 12' 11" |
| 2.   | Chris Horner         | Stany Zjednoczone | Team RadioShack   | + 47"       |
| 3.   | Robert Gesink        | Holandia          | Rabobank          | + 47"       |
| 4.   | Beñat Intxausti      | Hiszpania         | Movistar Team     | + 1'03"     |
| 5.   | Xavier Tondó         | Hiszpania         | Movistar Team     | + 1'03"     |
| 6.   | Samuel Sánchez       | Hiszpania         | Euskaltel-Euskadi | + 1'08"     |
| 7.   | David López García   | Hiszpania         | Movistar Team     | + 1'28"     |
| 8.   | Aleksander Winokurow | Kazachstan        | Pro Team Astana   | + 1'31"     |
| 9.   | Ryder Hesjedal       | Kanada            | Garmin-Cervelo    | + 1'49"     |
| 10.  | Wasyl Kiryjenka      | Białoruś          | Movistar Team     | + 1'54"     |